# Watanabe Shikō
Watanabe Shikō (japanisch 渡辺 始興, eigentlich Watanabe Kyūma/Motome (渡辺 求馬), weitere Künstlernamen: Shōken (松軒), Soshin (素信); geb. 1683 in Kioto; gest. 5. September 1755) war ein japanischer Maler der Rimpa-Richtung während der mittleren Edo-Zeit.

## Leben und Werk
Watanabe Shikō stammte aus Kioto. Der erste verlässliche Bezug auf ihn stammt aus dem Tagebuch der Konoe-Familie, das den Titel „Zōji niki“ trägt. Dort findet sich ein Eintrag am 9. Tag des 10. Monats des Jahres 1708 über ihn. Daraus lässt sich schließen, dass Watanabe im Dienste von Konoe Iehiro (1667–1739) stand. Ein anderes Werk mit dem Namen „槐記“ (Kaiki), das von einem Samurai-Arzt namens Yamashina Dōan stammt, befasst sich mit den Aktivitäten Iehiros und erwähnt Watanabe viermal.
Für das Jahr 1717 ist bekannt, dass Watanabe in kaiserlichen Diensten stand. 1735 vollendete er eine Kopie der Bildrollen mit dem Titel „春日権現験記“ (Kasuga gongen-ki), die heute im Yōmei Bunko in Kioto aufbewahrt wird. Danach folgten Bilder, die meist großformatig waren und in denen er seinen eigenen Stil entwickelte. 
Zunächst hatte Watanabe den Stil der Kanō-Schule studiert und dann den von Ogata Kōrin, so dass man seine Werke der einen oder der anderen Stilrichtung zuordnen kann. Typisch für die Anlehnung an die Kanō-Schule sind seine Stellschirme und Wandausmalungen (障壁画, Shōheki-ga) für das Kombu-in (興福院) in Nara. Seine Ausmalungen der Schiebetüren im Daikaku-ji in Kioto zeigen dafür den Ogata-Stil. Sein ganz persönlicher Stil zeigt sich zum Beispiel in dem Stallschirm-Paar „吉野山図“ (Yoshinoyama zu, Yoshinoyama-Berge).

## Bilder

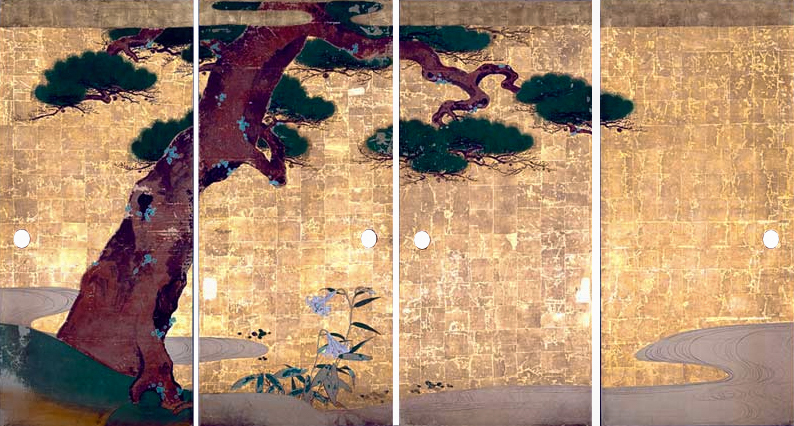
Schiebetüren
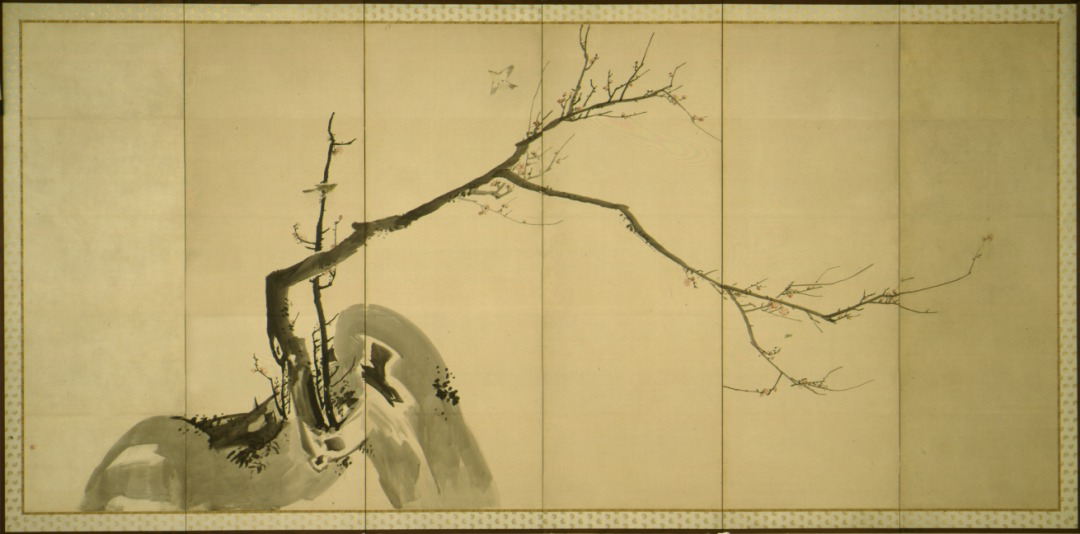
Pflaumenbäume, links
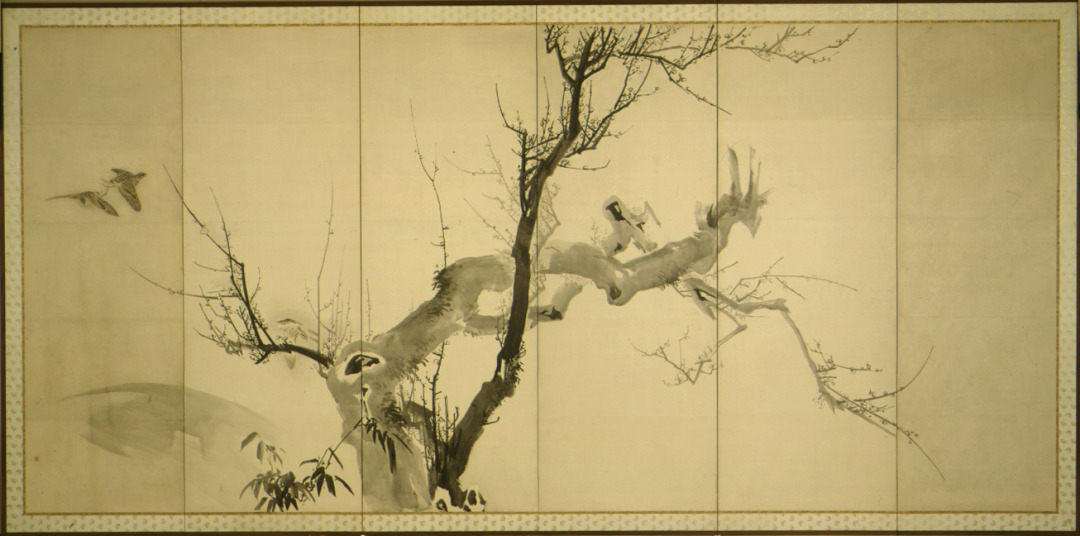
Pflaumenbäume, rechts
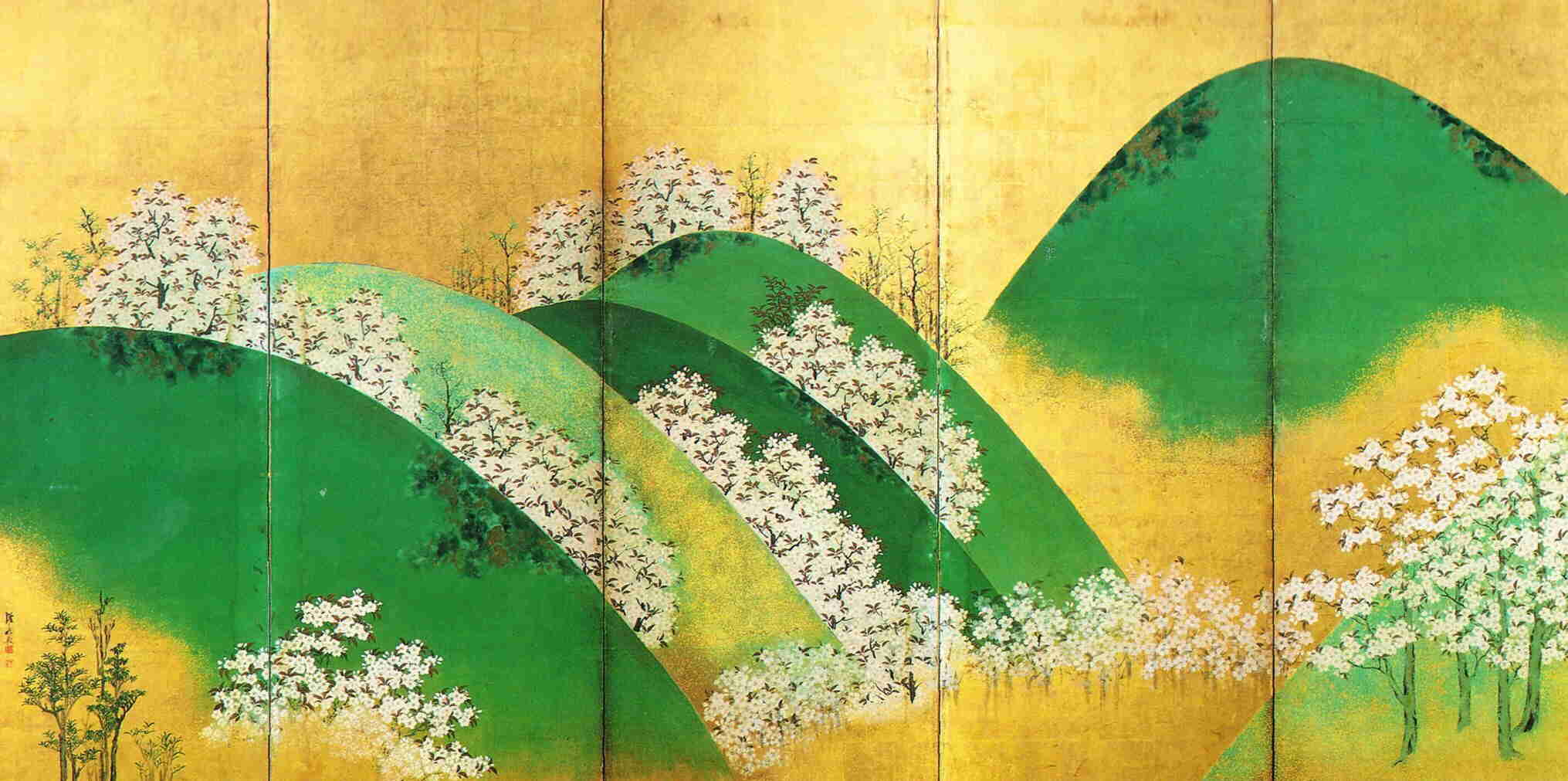
Stellschirm Yoshinoyama
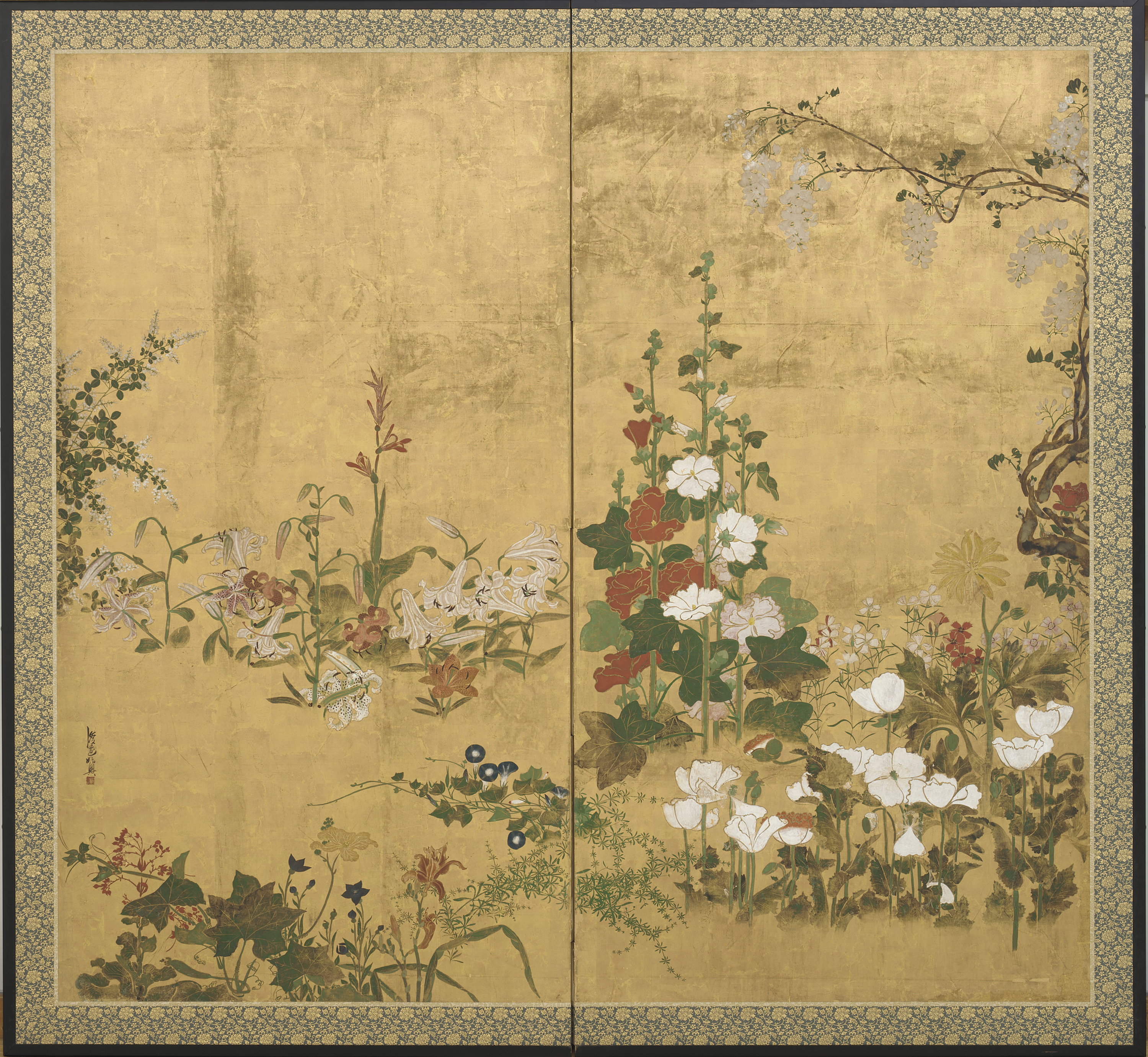
Stellschirm mit Blumen

1. ↑  Ausschnitt aus dem rechten Stellschirm.
2. ↑  Im Besitz der Freer Gallery of Art.